# Brisbane Roar Football Club 2010-2011
Questa voce raccoglie le informazioni riguardanti il Brisbane Roar Football Club nelle competizioni ufficiali della stagione 2010-2011.

## Rosa
| N. |                      | Ruolo | Calciatore            |
| -- | -------------------- | ----- | --------------------- |
| 1  | Australia (bandiera) | P     | Michael Theoklitos    |
| 20 | Australia (bandiera) | P     | Andrew Redmayne       |
| 26 | Australia (bandiera) | D     | Corey Brown           |
| 2  | Australia (bandiera) | D     | Matt Smith (capitano) |
| 3  | Australia (bandiera) | D     | Shane Stefanutto      |
| 4  | Australia (bandiera) | D     | Matthew Jurman        |
| 5  | Australia (bandiera) | D     | Ivan Franjić          |
| 12 | Australia (bandiera) | D     | Matt Mundy            |
| 19 | Australia (bandiera) | D     | Jack Hingert          |
| 16 | Bahrein (bandiera)   | D     | Sayed Mohamed Adnan   |
| 11 | Canada (bandiera)    | C     | Issey Nakajima-Farran |
| 22 | Germania (bandiera)  | C     | Thomas Broich         |

| N. |                      | Ruolo | Calciatore          |
| -- | -------------------- | ----- | ------------------- |
| 6  | Australia (bandiera) | C     | Erik Paartalu       |
| 8  | Australia (bandiera) | C     | Massimo Murdocca    |
| 14 | Australia (bandiera) | C     | Rocky Visconte      |
| 17 | Australia (bandiera) | C     | Mitch Nichols       |
| 18 | Australia (bandiera) | C     | Luke Brattan        |
| 21 | Australia (bandiera) | C     | James Meyer         |
| 25 | Australia (bandiera) | C     | George Lambadaridis |
| 9  | Australia (bandiera) | A     | Kofi Danning        |
| 24 | Australia (bandiera) | A     | Nicholas Fitzgerald |
| 7  | Albania (bandiera)   | A     | Besart Berisha      |
| 10 | Brasile (bandiera)   | A     | Henrique            |